# Jacobiweiher
Der Jacobiweiher ist ein Teich in der Stadt Frankfurt am Main im Bundesland Hessen. Das mit sechs Hektar Wasserfläche größte Stillgewässer der Stadt liegt im Frankfurter Stadtwald auf dem Gebiet des südmainischen Stadtteils Sachsenhausen. Der Jacobiweiher gehört zum Landschaftsschutzgebiet des Frankfurter Grüngürtels.

## Geschichte

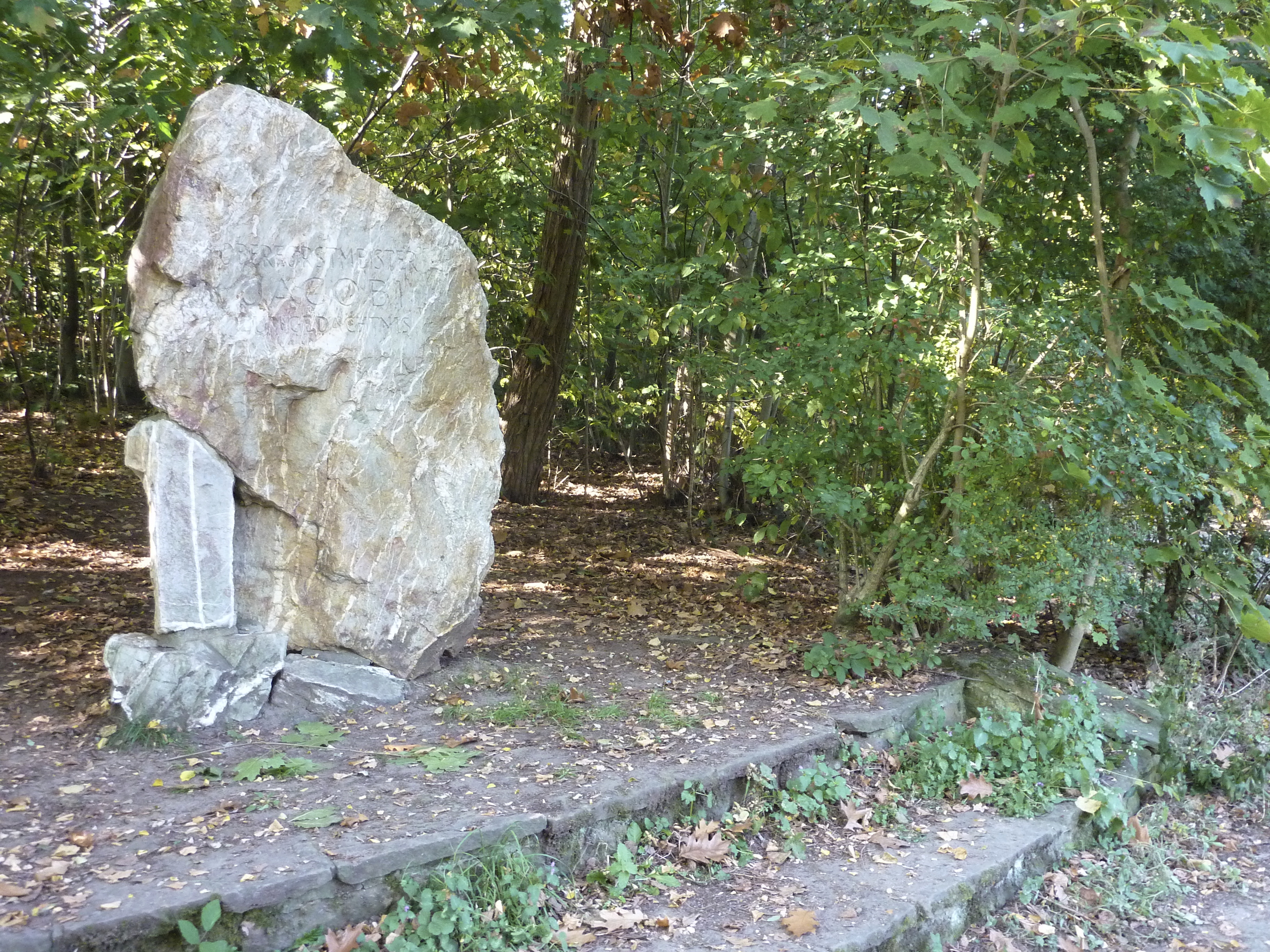
Gedenkstein am Ufer für Forstamtsleiter Jacobi

Der Teich wurde in den Jahren 1931 bis 1932 auf Anregung und unter der Leitung des damaligen Frankfurter Forstamtsleiters Hans Bernhard Jacobi als Regenwasser-Rückhaltebecken angelegt. Dies geschah durch Aufstauen des das Gebiet in nordwestlicher Richtung durchfließenden linken Main-Zuflusses Königsbach. Vor der Aufstauung war der Königsbach bei starken Regenfällen häufig über die Ufer getreten und hatte in den an seinem Unterlauf in Sachsenhausen liegenden Wohngebieten Überschwemmungen verursacht. Jacobi zu Ehren wurde der von ihm initiierte Teich nach seinem Tod nach ihm benannt; am Ufer wurde ein Gedenkstein aufgestellt.
Im Frankfurter Volksmund wird der Jacobiweiher wegen der charakteristischen Form seines Umrisses, die entfernt dem des Schweizer Gewässers ähnelt, sowie wegen der vier angrenzenden Gemarkungen – Sachsenhausen, Niederrad, Oberrad und Neu-Isenburg – auch als „Vierwaldstättersee“ bezeichnet.

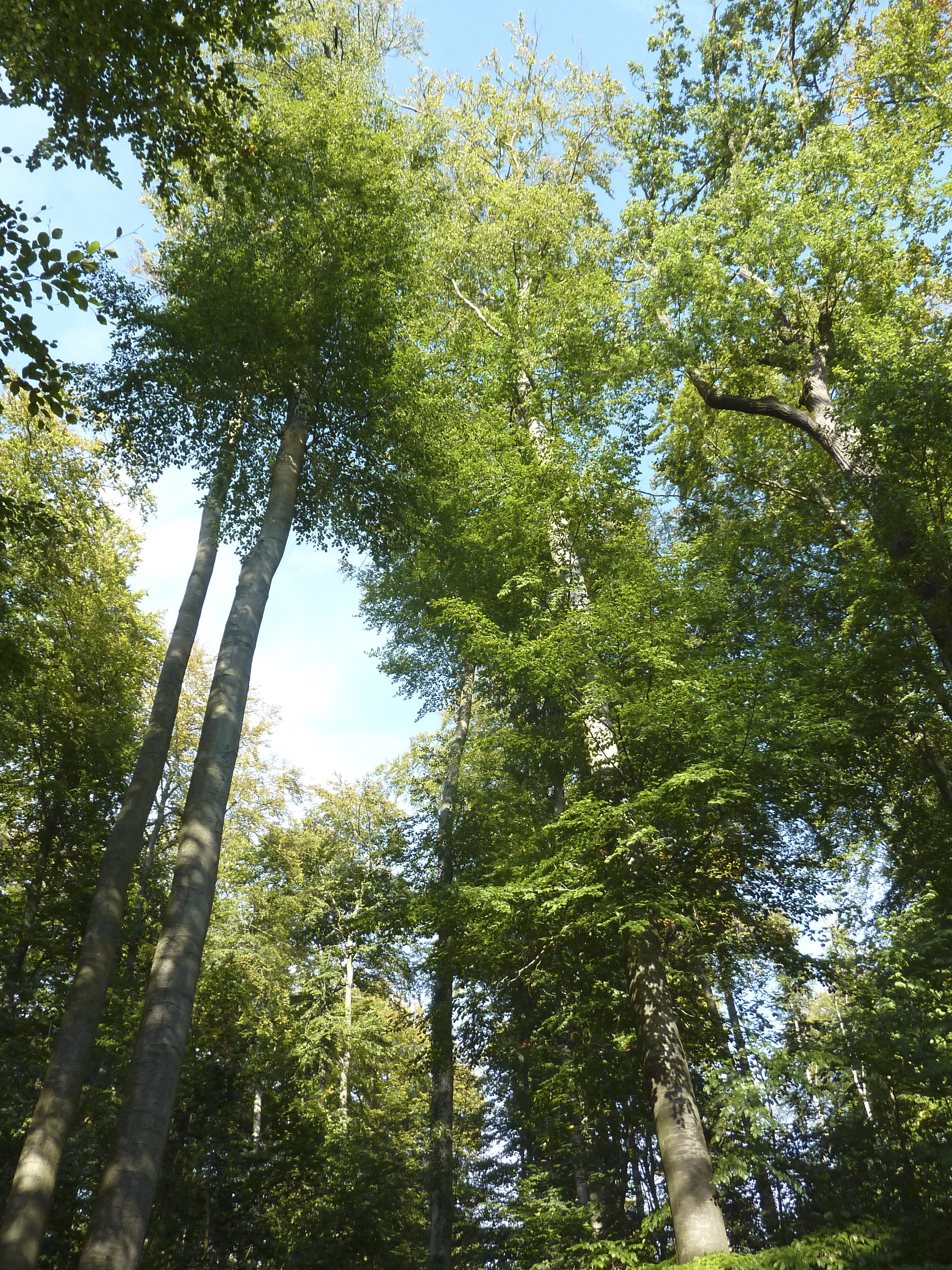
Die am Jacobiweiher stehenden Buchen erreichen Wuchshöhen von bis zu 40 m

## Flora und Fauna
Das Ufer des Jacobiweihers ist rundum von Bäumen gesäumt, hauptsächlich von hohen Ulmen (Ulmus) und etwa 40 m hohen Buchen (Fagus), von denen angenommen wird, dass sie zu den größten Vertretern ihrer Art in Hessen gehören. Dazwischen finden sich andere einheimische Baumarten wie Spitz-Ahorn (Acer platanoides) und Berg-Ahorn (Acer pseudoplatanus). Eine importierte Baumart in der Umgebung des Gewässers ist die Robinie (Robinia pseudoacacia). In der Nähe des Weges entlang des Teichufers stehen unter anderem die Gehölze Schlehe (Prunus spinosa), Heckenkirsche (Lonicera xylosteum) und die ebenfalls als Neophyt geltende Armenische Brombeere (Rubus armeniacus). Zu den weiteren am Jacobiweiher vorkommenden Pflanzen zählen das Gelbe Windröschen (Anemone ranunculoides, eine Verwandte des Buschwindröschens), das Gewöhnliche Hexenkraut (Circaea lutetiana) sowie Waldmeister (Galium odoratum). Eine auffällige Erscheinung in Ufernähe ist im Frühsommer der Gefleckte Aronstab (Arum maculatum), dessen Fruchtstand im reifen Zustand leuchtend rote Beeren auf seinem 15 bis 30 cm hohen Stiel trägt. Seit dem Jahr 2003 gilt das am Jacobiweiher liegende Waldgebiet nach den FFH-Richtlinien der EU als Fauna-Flora-Habitat.

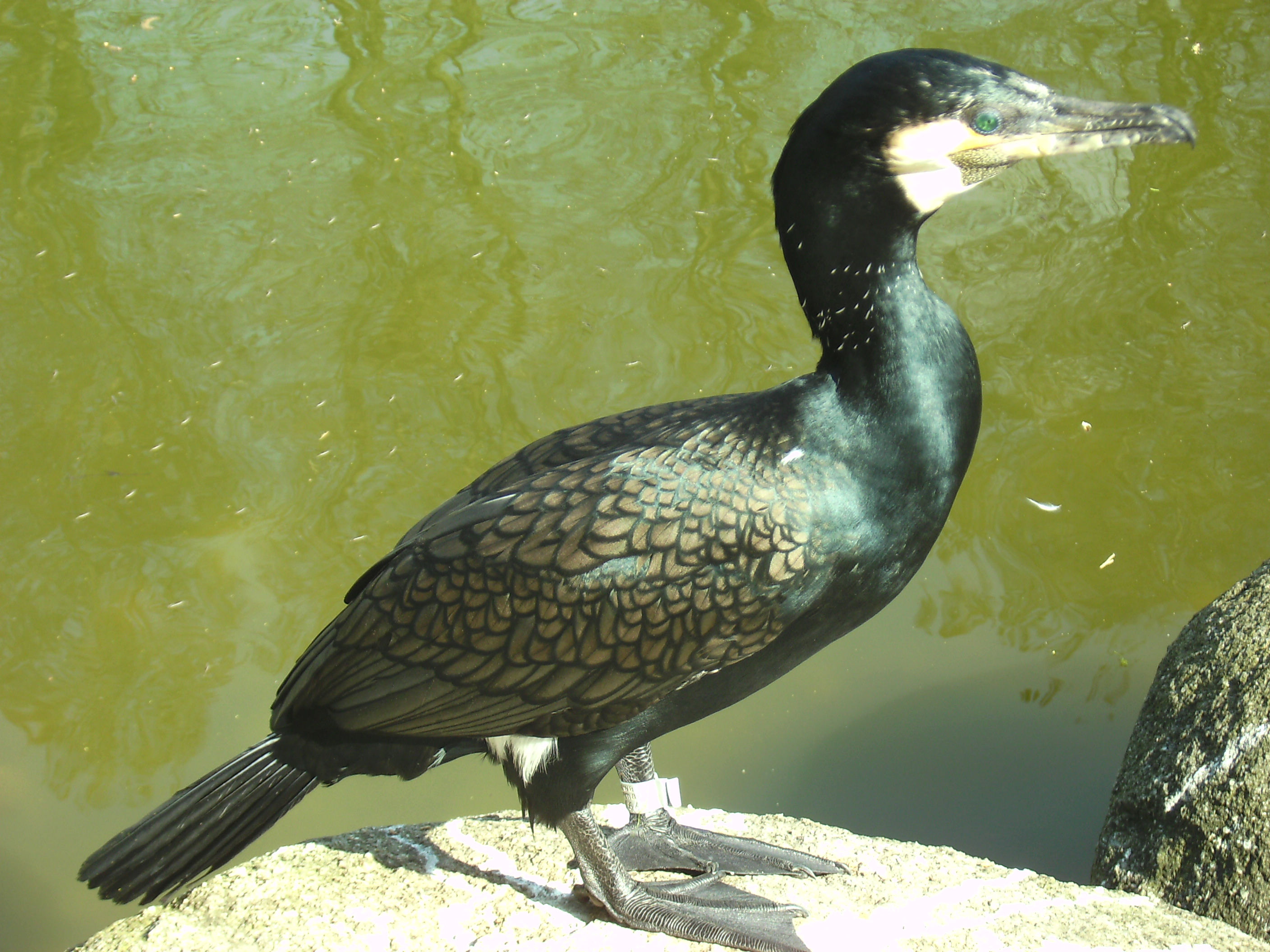
Der Kormoran ist häufig am Jacobiweiher vertreten

Der Jacobiweiher ist Heimat oder Futterstelle für mehrere einheimische und eingeführte Vogelarten. Der Teich dient Graureihern (Ardena cinerea) und Kormoranen (Phalacrocorax carbo) als Fischgrund. Am und auf dem Wasser leben Blässhuhn (Fulica atra) und Grünfüßiges Teichhuhn (Gallinula chloropus) sowie die Stockente (Anas platyrhynchos). Ein selten zu beobachtender Bewohner des Ufers ist der Eisvogel (Alcedo atthis). Aus Ostasien bereits im 18. Jahrhundert als Ziervogel nach Frankfurt eingeführt wurde die vor Ort brütende Mandarinente (Aix gariculata), die durch ihr buntes Gefieder auffällt. In den Bäumen und Gehölzen rund um den Jacobiweiher kommen weitere Vogelarten vor, darunter der Kleiber (Sitta europaea), die Hohltaube (Columba oenas) sowie alle einheimischen Arten von Spechten (Picidae).
Im Wasser des Teiches lebt eine Population der dort mutmaßlich von privaten Haltern ausgesetzten Rotwangenschildkröte (Trachemys scripta elegans), die dort bei schönem Wetter häufig beim Sonnenbaden auf den im Wasser liegenden Baumästen beobachtet werden kann. Zu den im Jacobiweiher vorkommenden Fischen zählen der Stör sowie weitere eingesetzte Arten.

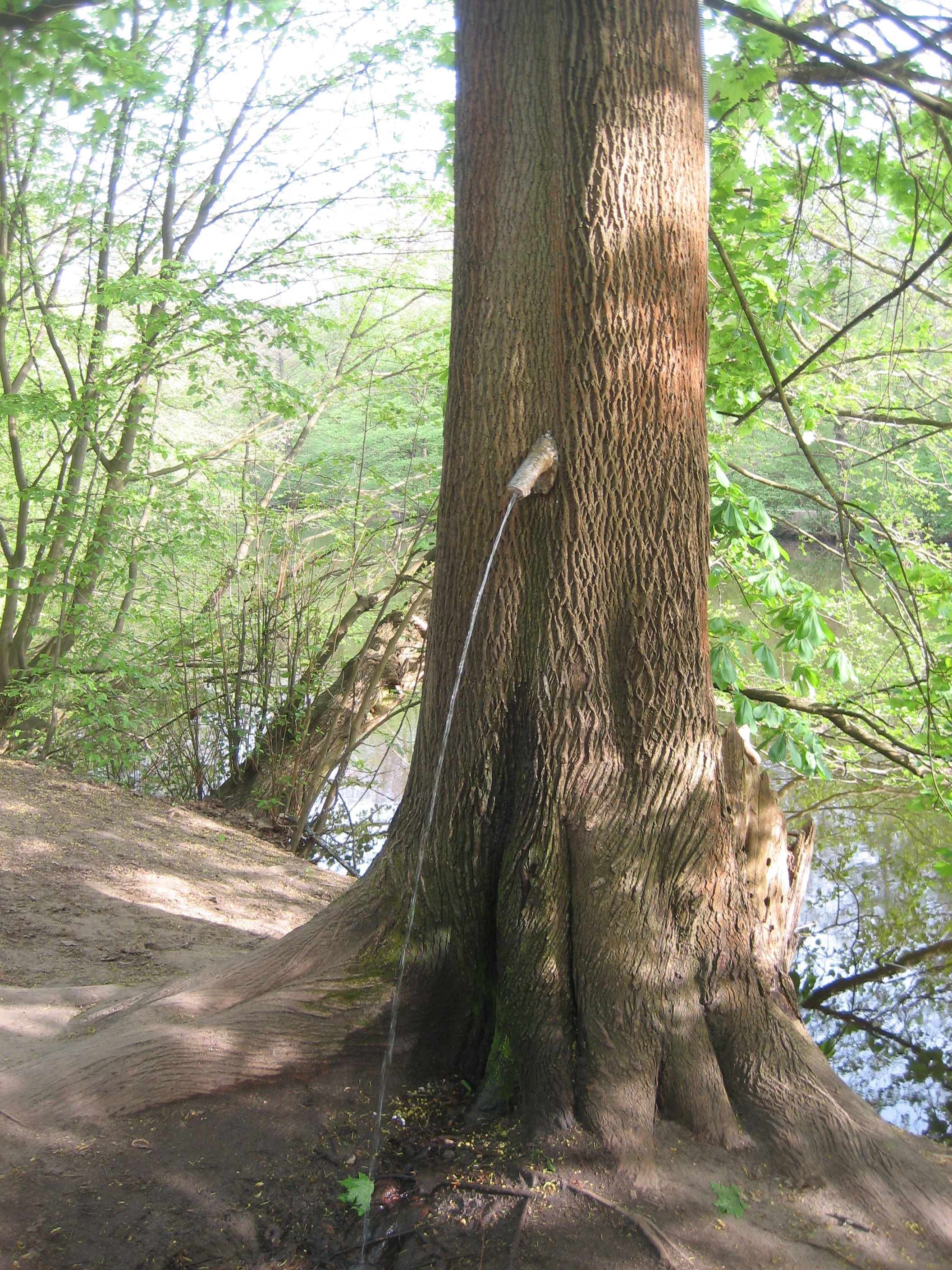
Der von F. K. Waechter entworfene Pinkelbaum am Ufer des Jacobiweihers

## Infrastruktur

### Kunst und Kultur am Jacobiweiher
Am Rundwanderweg entlang des Teichufers befinden sich zwei Kunstwerke aus der Reihe Komische Kunst im Frankfurter Grüngürtel. Sie wurden vom Frankfurter Zeichner und Autor F. K. Waechter entworfen und nach dessen Tod im Jahr 2005 als Holzskulpturen umgesetzt. Am nördlichen Ufer des Jacobiweihers steht der Pinkelbaum, an dessen südwestlichem Ufer ist hoch auf einem Baumast sitzend die Eule im Norwegerpullover zu finden. Am nordöstlichen Teichufer besteht mit der Speakers Corner außerdem die Möglichkeit, von einem Rednerpult aus unter freiem Himmel vor Publikum zu sprechen, für das Sitzbänke aus Holz vorhanden sind. In den Sommermonaten wird dieser Platz für Waldgottesdienste genutzt. Ebenfalls in der Nähe des nordöstlichen Ufers steht der Gedenkstein für Forstamtsleiter Jacobi, der im Jahr 1941, ein Jahr nach dessen Tod gesetzt worden war.
Entlang des Uferwegs des Jacobiweihers verläuft ein südöstlicher Abschnitt des Frankfurter Grüngürtel-Rundwanderwegs, der den Teich etwa in dessen Mitte auf einer Holzbrücke überquert. In kalten Wintern kann die Eisfläche des zugefrorenen Teichs zum Schlittschuhlaufen benutzt werden. Am nördlichen Rand des Teichs befindet sich eine Gaststätte mit Restaurant und Biergarten.

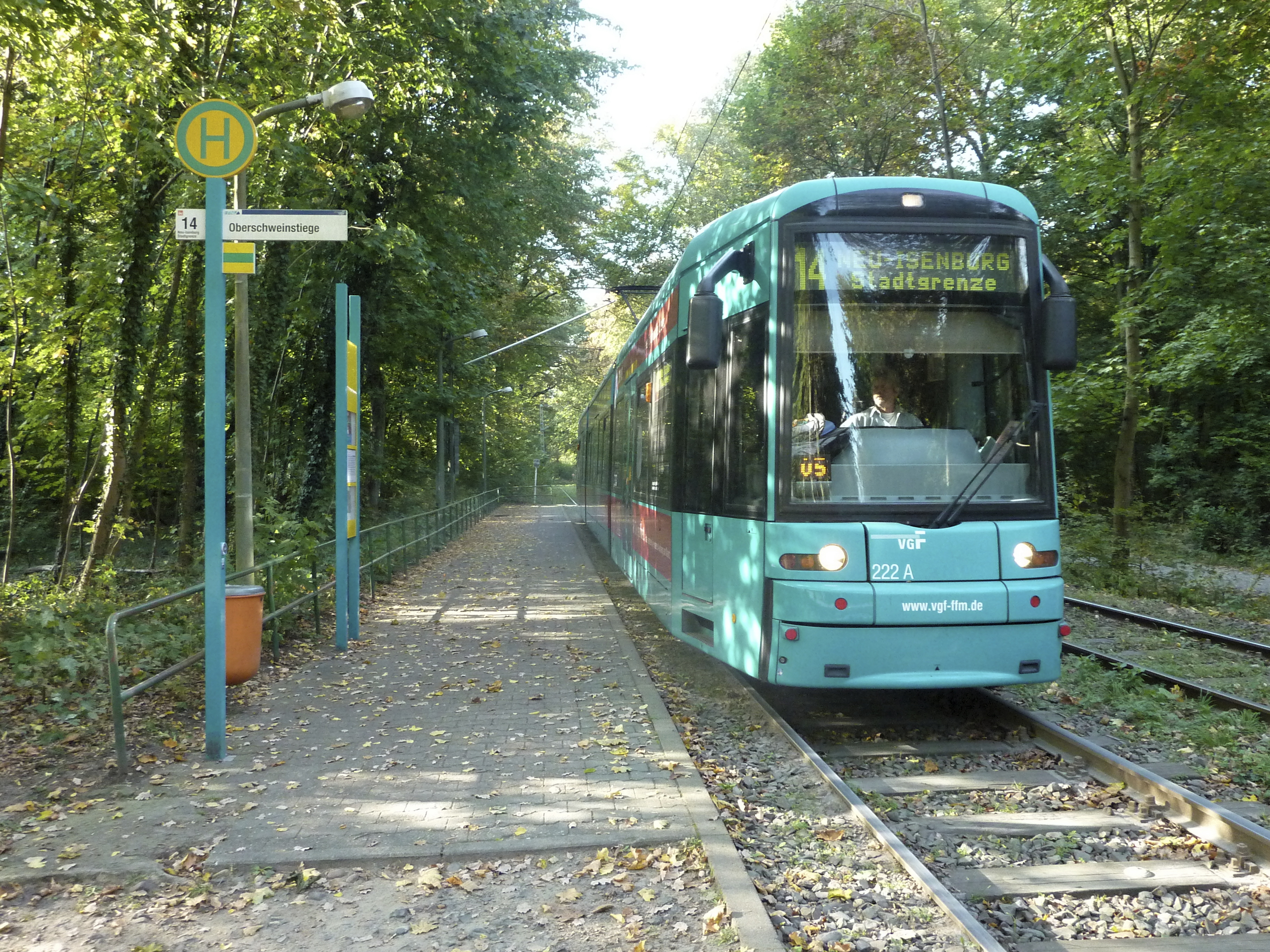
Frankfurter Straßenbahn der Linie 14 (heute: Linie 17) an der Haltestelle Oberschweinstiege (2011)

### Verkehrsanbindung
Das Ufer des Jacobiweihers kann zu Fuß, auf Reitpferden und mit dem Fahrrad erreicht werden. Die Anfahrt mit anderen Verkehrsmitteln macht einen kurzen Fußweg über befestigte Waldwege erforderlich. Der Zugang mit Öffentlichen Verkehrsmitteln ist mit der Frankfurter Waldbahn, Straßenbahnlinie 17 (früher: 14) der Frankfurter Verkehrsgesellschaft VgF, möglich; Haltestelle Oberschweinstiege. Auch die Buslinie 963 hat mit der Haltestelle Neu-Isenburg/Straßenbahn einen Haltepunkt in kurzer Entfernung zu dem Gewässer. Für den motorisierten Individualverkehr gibt es wenige Minuten Fußweg entfernt liegende Parkplätze an den Kreuzungen der Oberschweinstiegschneise mit der Isenburger Schneise und der Darmstädter Landstraße. Die Parkplätze der in Ufernähe liegenden Gastronomie sind für deren Gäste reserviert und nur während der Öffnungszeiten der Gaststätte zugänglich.
Einen Kontrast zum Naturerlebnis des Teiches und seiner Umgebung stellt der Umstand dar, dass je nach Windrichtung zwei der Ein- und Abflugschneisen des Flughafens Frankfurt direkt über den Jacobiweiher hinwegführen. Der daraus resultierende Fluglärm kann als Beeinträchtigung empfunden werden. Bei den in der Gegend häufig vorherrschenden Westwinden beträgt die Häufigkeit der in geringen Höhen über den Jacobiweiher einfliegenden Passagier- und Frachtflugzeuge in Spitzenzeiten etwa eine Luftquerung des Geländes im Landeanflug pro Minute.